# 野沢一馬
野沢 一馬（のざわ かずま、1947年 - ）は、日本のフリーライター、編集者。宮城県出身。記者を経てフリーに。月刊映画雑誌「ザ・スターダスト」創刊。食、ルポ、ビジネス、映画、農業など幅広い分野で活動する。

## 著書一覧
- 赤木圭一郎「光と影」二十一歳のフィナーレ（成星出版、1997年）
- 剣 三隅研次の妖艶なる映像美（四谷ラウンド、1998年）
- 本当に困ったときの弁護士活用法 トラブル社会から自分の身を守るための本（ぱる出版、1998年）
- 三羽烏一代記 佐分利信 上原謙 佐野周二（ワイズ出版、1999年）
- 古物商 リサイクルショップの始め方 儲け方 成功のポイント 仕入れのノウハウ＆売り方のコツがズバリとわかる!（ぱる出版、1999年）
- 日活 1954 - 1971 映像を創造する侍たち（ワイズ出版、2000年）
- ヒッチコック完全読破（シネマハウス、2001年）
- 「屋台」商売の始め方・儲け方 クルマ1台100万円からできる（ぱる出版、2001年）
- 大衆食堂（創森社、ちくま文庫、2002年）
- 誰も教えてくれない マッサージビジネスの始め方・儲け方（ぱる出版、2002年）
- 誰も教えてくれない 古物商・質屋 の始め方・儲け方（ぱる出版、2003年）
- 誰も教えてくれない 屋台 商売の始め方・儲け方（ぱる出版、2004年）
- 副業で月10万円稼ぐ本 サラリーマン・OLのためのお役立ちガイド（ぱる出版、2005年）
- 儲かる 農業 ビジネスの始め方 好きな農業を会社にするには「儲けのサイクル」が必要だ!（ぱる出版、2005年）
- いま患者が求めるホスピス緩和ケア 病院、在宅のホスピス緩和ケアではなにが求められているのか（ぱる出版、2006年）
- 誰も教えてくれない ペット ビジネスの始め方・儲け方（ぱる出版、2006年）
- 就活なし!「学生起業」の成功法則 学生社長になる!（ぱる出版、2007年）
- 意地の美学 時代劇映画大全（著：佐藤忠男、企画・構成：野沢一馬、じゃこめてい出版、2006年）
- 農業ビジネスでチャンスを広げる方法 改正農地法でこう変わる!（ぱる出版、2009年）
- 「必死」の花々 遺されたことば99（じゃこめてい出版、2011年）